# FSV Veritas Wittenberge/Breese
FSV Veritas Wittenberge/Breese is een Duitse voetbalclub uit Wittenberge, Brandenburg.

## Geschiedenis
Veritas Wittenberge ontstond in 1948 door een fusie tussen Süd Wittenberge en Nord Wittenberge. De club is geen directe opvolger van de vooroorlogse clubs SC Hertha en Grün-Rot Minerva, die in de jaren twintig en dertig actief waren in de hoogste klasse.
De club onderging enkele naamswijzigingen en werd in 1949 BSG Industrie Wittenberge en in 1950 Mechanik en Motor Wittenberge. Op 3 juni 1960 fuseerde de club met Chemie Wittenberge, dat in de derde klasse speelde. De fusieclub BSG Chemie/Motor Veritas Wittenberge speelde verder in de II. DDR-Liga tot deze opgeheven werd in 1963. Daarna ging de club in de Bezirksliga spelen, die de nieuwe derde klasse werd. In 1971 promoveerde de club naar de DDR-Liga (tweede klasse), omdat deze van twee naar vijf reeksen uitgebreid werd.
Na zes seizoenen degradeerde de club uit de DDR-Liga. De volgende zes seizoenen promoveerde en degradeerde de club elk jaar naar en uit de DDR-Liga. Na de laatste degradatie in 18983 slaagde de club er niet meer in terug te keren.
Na de Duitse hereniging werd de naam in 1990 gewijzigd in SV Veritas Wittenberge en in 1991 in Grün-Rot Wittenberge. Na nog een wijziging in Alemannia Wittenberge werd in 1996 besloten om de historische naam CM Veritas Wittenberge aan te nemen. Op sportief vlak verdween de club naar de lagere klassen en speelt tegenwoordig in de Landesliga.
Op 9 juni 2008 fuseerde de club met SG Breese 1951 en nam zo de nieuwe naam FSV Veritas Wittenberge/Breese aan.